# Bauhaus (glazbeni sastav)
Bauhaus je engleski post-punk i gothic rock sastav koji je osnovan 1978. godine u Northamptonu. Sastav je uzeo ime po njemačkoj umjetničkoj školi Bauhaus. Njegovo prvotno ime bilo je Bauhaus 1919, ali je iz njega ubrzo izbačena godina osnutka škole. Bauhaus je pionir mračne, depresivne glazbe s jezivom atmosferom i sa svojim scenskim nastupom udario je temelje glazbenom pravcu koji će poslije postati poznat kao gothic rock.
Sastav je karijeru započeo 1978. godine, a 1979. izbacili su prvi single- "Bela Lugosi's Dead". Single je bio uspješan i dobro prihvaćen od kritike te je sastav pozvan da nastupi u radijskoj emisija Johna Pella. Njihov nastup je emitiran 3. siječnja 1980. godine.
Bauhaus je tokom 1980. izbacio još singlova. Bili su to "Dark Entries", "Terror Couple Kill Colonel" i "Telegram Sam", preradu pjesma glam rock sastava T.Rex. Iste godine je izdan i album In The Flat Field koji je kritika loše prihvatila, ali unatoč tome postigao je komercijalni uspjeh na alternativnoj sceni, te se čak domogao 72. mjesta službene top ljestvice.
Sastav je 1981. godine prešao u izdavačku kuću Beggars Banquet. Prvi singl za novog izdavača izdali su u ožujku 1981. Bio je to "Kick In The Eye" koji je dosegnuo 59. mjesto top ljestive. Sljedeći singl je bio "The Passion Of Lovers" koji je dosegnuo 56. mjesto. U listopadu te godine izdali su album Mask.
Sljedeći singl "Spirit", izdan je u lipnju 1982. Iako je sastav imao velika očekivanja od njega, dosegnuo je tek 42. mjesto top ljestvice. Bauhaus je zatim izdao obradu pjesme Davida Bowiea, "Ziggy Sturdust", koja je postala njihov najveći hit i dosegnula je 15. mjesto ljestvice. Zahvaljujući njemu album The Sky's Gone Out je bio veoma uspješan i dosegnuo je 4. mjesto ljestvice najprodavanijih albuma. Iste godine Bauhaus je za film Hunger snimio uvodnu špicu izvodeći pjesmu "Bela Lugosi's Dead".
Sastav je 1983. godine snimio svoj četvrti album Burning from the Inside. Na ovom albumu je zbog upale pluća Peter Murphy bio manje zastupljen pa su ostali članovi sastava preuzeli više uloge u njegovom stvaranju. Nesuglasice koje su nastala zbog te odluke dovele su do raspada Bauhausa tjedan dana prije izlaska albuma na tržište. S albuma su potekla dva singla – "She's In Parties", koji je dosegnuo 26. mjesto top ljestvice i limitirano izdanje singla "Sanity Assassin" za članove kluba obožavatelja sastava. Album je bio dobro prihvaćen od kritike i publike te je dosegnuo 13. mjesto liste najprodavanijih albuma.
Nakon raspada članovi sastava su se posvetili vlastitim glazbenim projektima. Ponovno su se na kratko okupili 1998. i zatim ponovno 2005. godine radi nove turneje. Bauhaus je na toj turneji nastupao s Nine Inch Nails. Poslije turneje snimili su svoj posljednji album, Go Away White, koji je objavljen 2008. godine nakon čega se sastav opet raspao.

### Diskografija

#### Studijski albumi
- In the Flat Field (1980.)
- Mask (1981.)
- The Sky's Gone Out (1982.)
- Burning from the Inside (1983.)
- Go Away White (2008.)

#### Singlovi
- "Bela Lugosi's Dead" (1979.)
- "Dark Entries" (1980.)
- "Terror Couple Kill Colonel" (1980.)
- "Telegram Sam" (1980.)
- "Kick In The Eye" (1981.)
- "The Passion Of Lovers" (1981.)
- "Satori In Paris" (1982.)
- "Spirit" (1982.)
- "Ziggy Stardust" (1982.)
- "Lagartija Nick" (1983.)
- "She's In Parties" (1983.)